# Regrabación (música)
Una regrabación es una grabación producida tras una nueva interpretación de una obra musical. Esto es más común, aunque no exclusivamente, en artistas o grupos populares. Se diferencia de una reedición, que implica un segundo o posterior lanzamiento de una pieza musical previamente grabada.
Las regrabaciones a menudo se producen décadas después del lanzamiento de las grabaciones originales, generalmente bajo términos contractuales más favorables para los artistas. Esto es especialmente común entre aquellos que inicialmente aceptaron contratos que hoy se considerarían injustos y explotadores. Cuando las regrabaciones se publican bajo contratos más recientes, los artistas pueden recibir regalías mucho más altas por su uso en películas, comerciales y tráilers de cine. Otros artistas regraban su trabajo por razones artísticas. Jeff Lynne, de Electric Light Orchestra, lanzó un álbum de éxitos en solitario con nuevas versiones de éxitos anteriores como «Mr. Blue Sky», cuya versión original Lynne describió como «[no] exactamente como la había imaginado». Algunos artistas, como Def Leppard y Taylor Swift, regrabaron su música debido a disputas con sus discográficas; las regrabaciones de Swift se han convertido en grandes éxitos, tanto a nivel crítico como comercial.
Las regrabaciones aparecen comúnmente en tiendas de música en línea y servicios de streaming, como la iTunes Store y Spotify.

## Contratos de grabación
Los contratos de grabación son una forma en la que se puede reconocer legalmente la propiedad de las grabaciones de sonido. Estos contratos suelen ser entre un artista y una discográfica y estipulan términos relacionados con las regalías, los derechos de interpretación y los costos de grabación. La motivación detrás de la regrabación de música a menudo se asocia con la propiedad legal de la música y cómo esa propiedad puede generar ganancias financieras para un artista, especialmente si los términos contractuales iniciales no son favorables económicamente. Existen diferentes tipos de contratos de grabación, y un modelo más reciente, que se enfoca en pagar al artista un salario prolongado a cambio de una propiedad limitada de su música, está ganando popularidad entre artistas de alto perfil, como Madonna. Este nuevo modelo se percibe como más justo para los artistas, especialmente en términos financieros. Internet también ha otorgado a los artistas más poder para negociar contratos de grabación más justos, o incluso para autopublicar su música directamente en plataformas de streaming. Un elemento de riesgo asociado con las discográficas y los artistas emergentes se ofrece como una explicación de por qué los contratos de grabación a menudo se consideran desfavorables pero necesarios para evitar pérdidas financieras a lo largo del tiempo. Los contratos de grabación son una parte fundamental de la industria de la música y de la grabación de música, especialmente con fines comerciales. Sirven como una forma para que los artistas negocien la propiedad de su música y para que se generen y aprovechen las ganancias.
Aunque los contratos de grabación son entre un artista y la discográfica, a menudo implican la propiedad de los derechos sobre grabaciones específicas de música, como es el caso de Taylor Swift. Swift firmó con su primera discográfica, Big Machine Records, en 2005, cuando aún no se le consideraba adulta, y lanzó seis álbumes bajo ese contrato. Su contrato expiró en 2018 y firmó con una nueva discográfica, UMG. Big Machine Records se vendió un año después, y las grabaciones maestras de Swift para sus primeros seis álbumes se incluyeron en la venta, lo que llevó a Swift a regrabar esos álbumes. Un conflicto contractual similar se dio con Prince. No pudo poseer sus grabaciones maestras, por lo que llegó a cambiar su nombre a un símbolo e intentó lanzar música bajo ese nombre con la esperanza de que, si su nombre no era Prince, pudiera poseer las grabaciones maestras de esos álbumes. Esto no funcionó, pero en 2014 la discográfica le devolvió a Prince sus grabaciones maestras después de que él realizara una campaña pública avergonzándolos. Prince también fue uno de los primeros artistas en utilizar internet como una forma de lanzar música sin la intervención de las discográficas. Al usar internet como una forma de controlar el lanzamiento de su música, Prince inspiró a otros artistas a reflexionar sobre cómo quieren lanzar su música, especialmente ante disputas contractuales, e incluso extendiéndose a la regrabación de música.